# 羽生市立図書館
羽生市立図書館（はにゅうしりつとしょかん）は、埼玉県羽生市が設立・運営する公共図書館である。

## 概要
この図書館は、図書館法第10条、羽生市立図書館設置条例に基づき設置する公立図書館である。同一施設内には郷土資料館も併設されている。

## 施設・交通
アクセス
- 羽生駅東口より市内循環バスの「いがまん号 須影・岩瀬ルート」に乗車、「文化ホール（乗車約5分）」にて下車すぐ。運賃は200円。（市内循環バス　羽生市ホームページ）
- 羽生駅東口より東南東へ徒歩にて約20分。（約1.2km）[3]

休館日
- 毎週火曜日（火曜日が休日の場合は翌平日が休館）
- 毎月第4木曜日 - 7・8月を除く
- 特別整理期間
- 年末年始[4]

開館時間
- 9時00分〜18時00分

利用できる人
- 羽生市内在住または在勤または在学している人
- 加須市民、行田市民

提供サービス
- 蔵書資料（図書・雑誌）の検索・閲覧
- 蔵書資料の貸出・予約（事前に図書館利用カードの交付を受ける必要がある）
- 図書館間相互貸借制度
- レファレンス
- イベント（おはなし会、講座など）
- ウェブページの閲覧　等

## 郷土資料館
羽生市立郷土資料館は、昭和61年に図書館と併設してオープン。羽生市に関する古文書をはじめ、民俗資料や考古資料などを収蔵している。また、羽生を舞台にした田山花袋の小説『田舎教師』に関する資料も蒐集。主な展示として、「羽生城展」「新郷川俣関所展」「『田舎教師』の世界」「宮澤章二と校歌」「清水卯三郎没後百年記念展」などがある。入館料は無料。開館時間は午前9時から午後5時まで。普段は、通常展示として「田舎教師と明治期の羽生」が開催中だが、企画展・特別展の開催による展示室の閉鎖があるため、展示内容は事前確認が必要である。